# Duc de Gênes

Blason.

Duc de Gênes est un titre subsidiaire du roi de Sardaigne. Lors de l'annexion de la république de Gênes par le congrès de Vienne, le titre de « duc de Gênes » est décerné pour la première fois en 1815 au prince Charles-Félix de Savoie, devenu roi de Sardaigne en 1821.
À la mort du roi Charles-Félix en 1831, le titre est accordé au prince Ferdinand de Savoie, le second fils du roi Charles Albert de Sardaigne. Le titre s'est éteint en 1996, à la mort d’Eugène, arrière-petit-fils du roi Charles Albert.

## Liste des ducs de Gênes
| Nom                              | Portrait | Naissance                                                                                             | Mariages                                                                             | Décès                            |
| -------------------------------- | -------- | --- | ------------------------------------------------------------------------------------ | -------------------------------- |
| Prince Charles Félix 1815 - 1821 |          | 6 avril 1765 Turin cinquième fils de Victor Amédée III de Sardaigne et Maria Antonietta d'Espagne     | Maria Cristina de Naples et de Sicile 7 mars 1807 Palerme sans postérité             | 27 avril 1831 Turin 66 ans       |
| Prince Ferdinand 1831 - 1855     |          | 15 novembre 1822 Florence deuxième fils de Charles Albert de Sardaigne et de Marie-Thérèse d'Autriche | Princesse Élisabeth de Saxe 22 avril 1850 Dresde deux enfants                        | 10 février 1855 Turin 32 ans     |
| Prince Thomas 1855 - 1931        |          | 6 février 1854 Palais Chiablese, Turin fils unique de Ferdinando et de la princesse Élisabeth de Saxe | Princesse Élisabeth de Bavière 14 avril 1883 Palais Nymphenburg six enfants          | 15 avril 1931 Turin 77 ans       |
| Prince Ferdinand 1931 - 1963     |          | 21 avril 1884 Turin fils aîné du prince Tommaso et de la princesse Élisabeth de Bavière               | Maria Luigia Alliaga Gandolfi 28 février 1938 Turin sans postérité                   | 24 juin 1963 Bordighera 79 ans   |
| Prince Filiberto 1963 - 1990     |          | 10 mars 1895 Turin deuxième fils du prince Tommaso et de la princesse Élisabeth de Bavière            | Princesse Lydia d'Arenberg 30 avril 1928 Turin sans postérité                        | 7 septembre 1990 Lausanne 95 ans |
| Prince Eugène 1990 - 1996        |          | 13 mars 1906 Turin quatrième fils du prince Tommaso et de la princesse Élisabeth de Bavière           | Princesse Lucia de Bourbon-Deux-Siciles 29 octobre 1938 Palais Nymphenburg une fille | 8 décembre 1996 São Paulo 90 ans |